# فیلیپ همیلتون
فیلیپ همیلتون، (به انگلیسی: Philip Hampton) (زاده ۵ اکتبر ۱۹۵۳) کارآفرین، حسابرس، بانکدار و مدیر ارشد اجرایی بریتانیایی است، که در حال حاضر به‌عنوان رییس هیئت مدیره رویال بانک اسکاتلند فعالیت می‌کند. وی سابقه فعالیت در شرکت‌های پرایس واتر هاوس کوپرز، لازارد، گروه بی‌جی، گروه بی‌تی، لویدز بانک و سینزبوریس را دارا می‌باشد.